# Jacob Rotgans (chirurg)

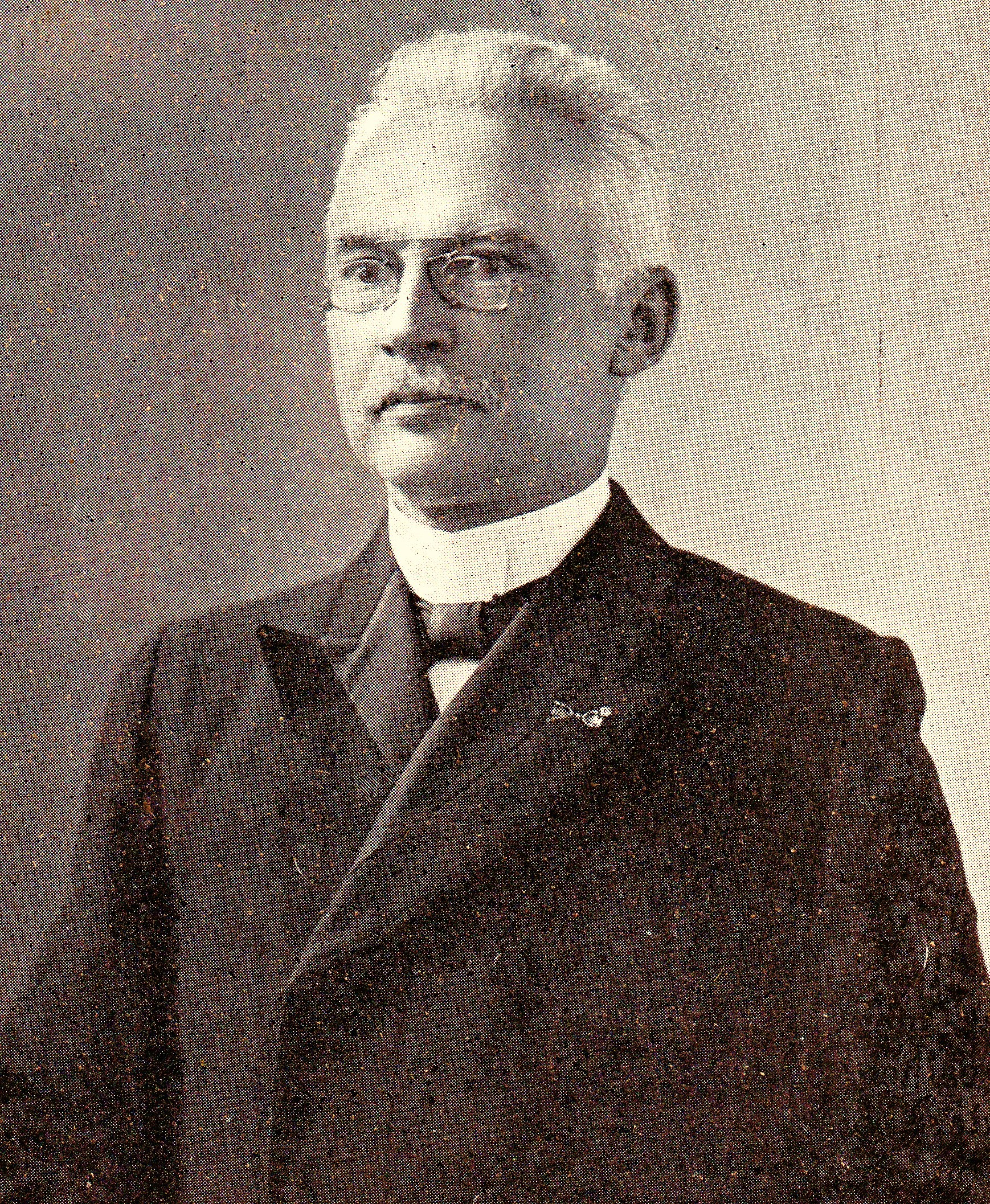
Professor Dr. Jacob Rotgans

Jacob Rotgans (Terschelling, 2 januari 1859 – Baarn, 29 maart 1948) was een Nederlands hoogleraar en chirurg, directeur van de afdeling Amsterdam van het Nederlandse Rode Kruis.

## Opleiding
Rotgans ging medicijnen studeren aan de Universiteit van Amsterdam; hij won in 1882 een gouden medaille voor het beantwoorden van een prijsvraag, studeerde in 1884 af als arts en vestigde zich als geneesheer in Smilde. Hij promoveerde in 1886 cum laude te Amsterdam. Hij bleef ook, naast zijn latere assistentschap aan de Universiteit van Groningen, praktiseren tot 1900.

## Loopbaan
In 1890 vertrok Rotgans naar Groningen waar hij assistent werd bij professor C.F.A. Koch (hoogleraar in de chirurgie); hij gaf cursussen in operatieve chirurgie en publiceerde over onderwerpen als epispadie, ectopia vesicae, pancreascysten en operatieleer. In 1893 volgde hij zijn vroegere docent Jan Willem Reinier Tilanus op als hoogleraar chirurgie aan de Universiteit van Amsterdam. Zijn inaugurale rede luidde: Over het onderwijs in de Chirurgie en de praktijk van de arts; in deze tijd publiceerde Rotgans veel artikelen in het Nederlands Tijdschrift voor Geneeskunde, onder meer over osteomyelitis, galwegenchirurgie, maagchirurgie en peritonitis en schreef een boek over de chirurgie der buikorganen. In 1907 hield hij een rectorale rede over het kankervraagstuk, waarin hij verklaarde dat kanker een ziekte zou zijn die veroorzaakt werd door de inwerking van micro-organismen. Hij pleitte voor de oprichting van aparte kankerinstituten en in 1914 werd de vereniging het Nederlands Kanker Instituut opgericht, dat in het Antoni van Leeuwenhoekhuis haar laboratorium en kliniek had; al sinds de oprichting was Rotgans de voorzitter ervan.
Daarnaast was Rotgans jarenlang voorzitter van de heelkundige sectie van het Amsterdamse Genootschap tot Bevordering van Natuur-, Genees- en Heelkunde en richtte hij mede de Nederlandse Vereniging van Heelkunde op (1901); hij was bestuurslid en voorzitter van de Vereniging voor Ziekenverpleging op de Prinsengracht en verving in 1894 Tilanus als voorzitter van het Amsterdamse Comité van het Rode Kruis. Tijdens de Eerste Wereldoorlog was hij lid van de reorganisatie-commissie en reserve-dirigerend officier van gezondheid eerste klasse, om bij oorlog in Nederland te dienen als consulterend heelkundige; in 1918 maakte hij met professor Koch en een aantal officieren van gezondheid in opdracht van de regering een studiereis naar Wenen.